# ماركو مانديتش
ماركو مانديتش هو لاعب كرة قدم صربي في مركز الدفاع، ولد في 11 مارس 1999 في نوفي ساد في صربيا. لعب مع نادي فويفودينا.

## وصلات خارجية
- ماركو مانديتش على موقع قاعدة بيانات كرة القدم.إي يو (الإنجليزية)
- ماركو مانديتش على موقع بيانات كرة القدم. دي إي (الألمانية)
- ماركو مانديتش على موقع Soccerbase.com (لاعب) (الإنجليزية)
- ماركو مانديتش على موقع Soccerway.com (الإنجليزية)
- ماركو مانديتش على موقع عالم كرة القدم.نت (الإنجليزية)